# L'Expression des émotions chez l'homme et les animaux

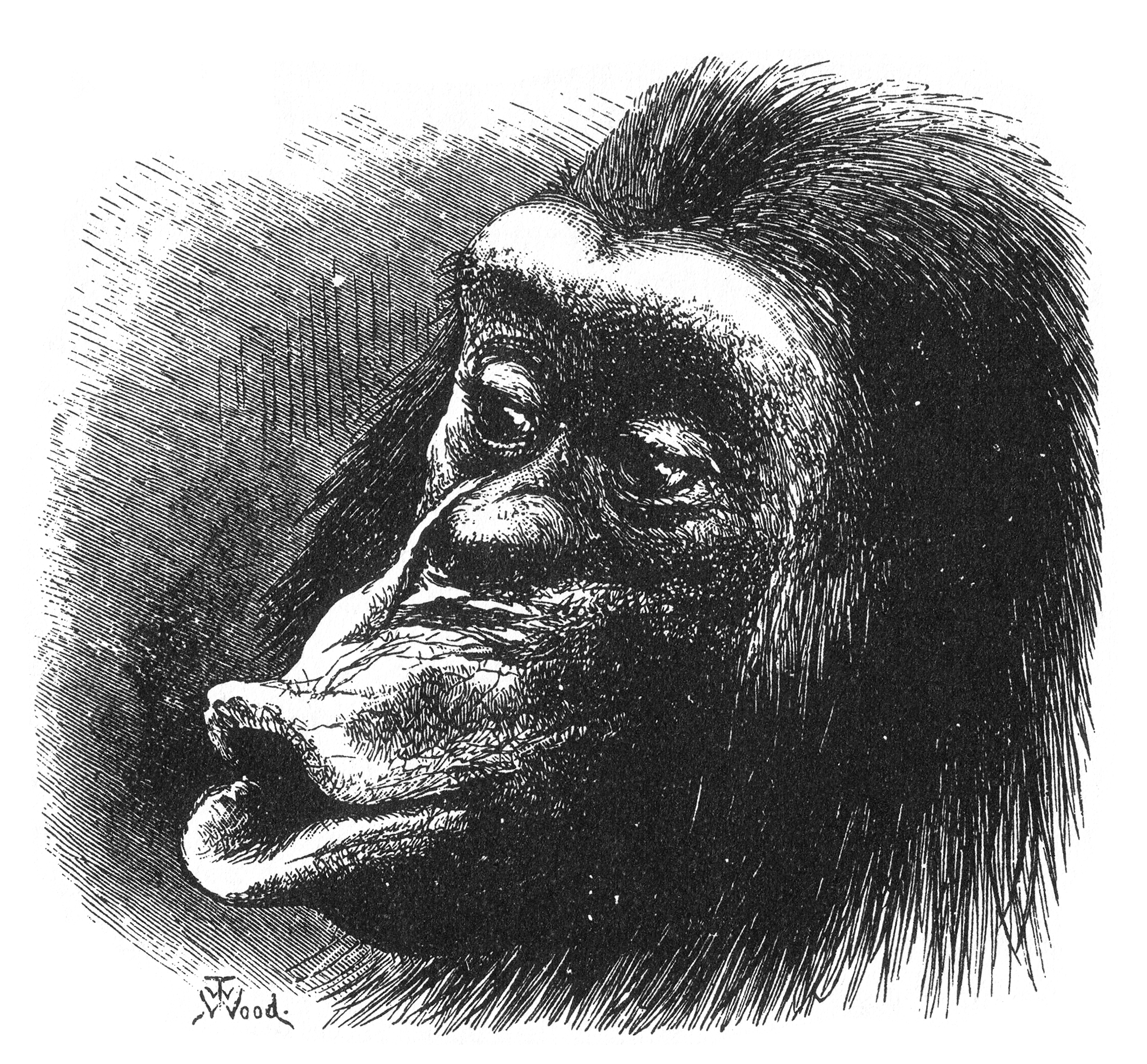
Figure extraite de l'ouvrage The Expression of the Emotions in Man and Animals, représentant un « chimpanzé déçu ».

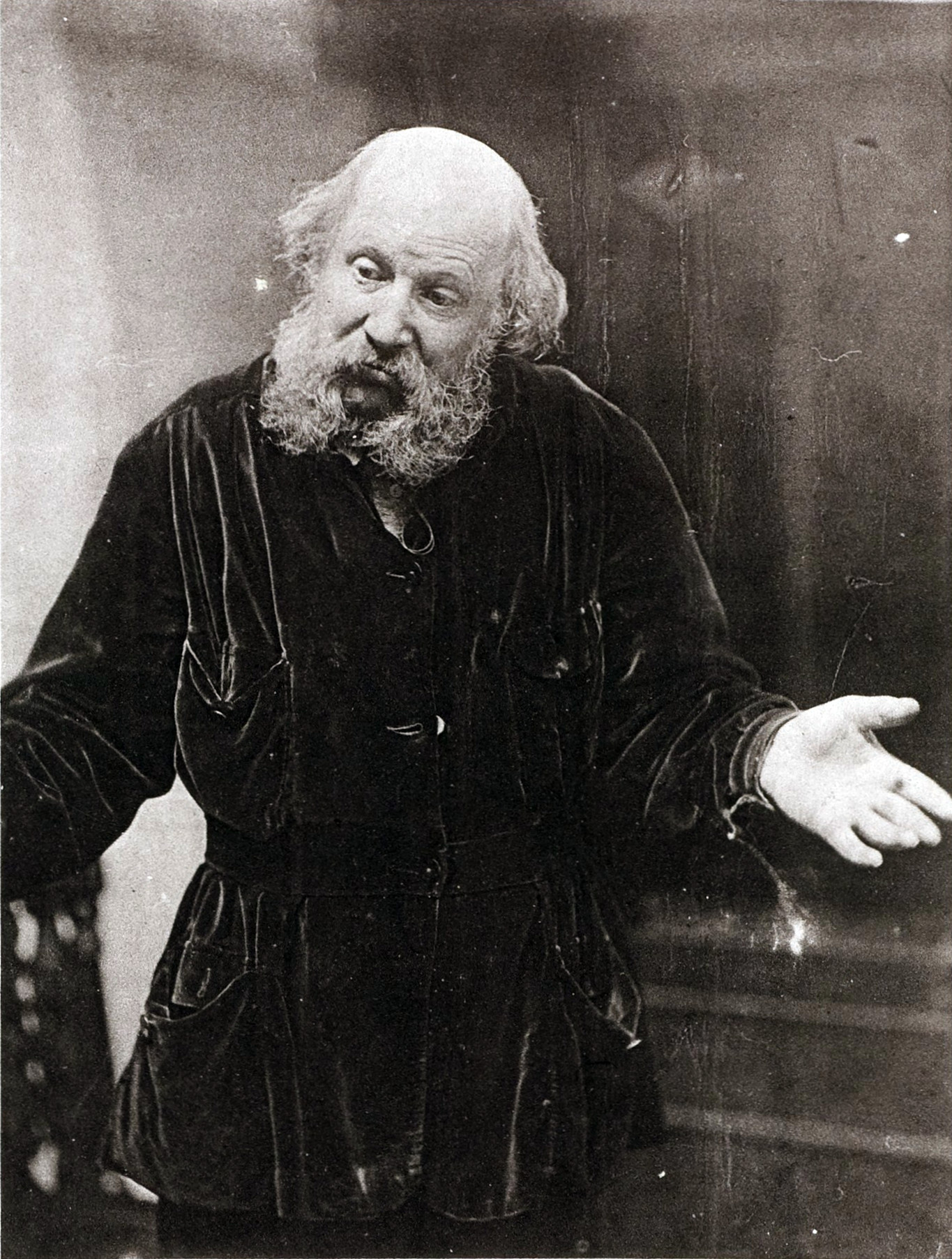
Selon Charles Darwin, les muscles des épaules sont ceux de la patience.

L'Expression des émotions chez l'homme et les animaux (titre original : The Expression of the Emotions in Man and Animals) est un livre du naturaliste anglais Charles Darwin publié en 1872, sur la façon dont les animaux et les humains expriment et signalent aux autres leurs émotions. Avec son autre ouvrage, La Filiation de l'homme et la sélection liée au sexe, ce livre fait partie de la tentative de Darwin de poser des questions sur les origines et la psychologie de l'Homme tout en utilisant sa théorie de l'évolution des espèces grâce au processus de sélection naturelle.
Alors qu'il écrit De la variation des animaux et des plantes sous l'action de la domestication en 1866, Darwin a l'intention d'y inclure un chapitre concernant l'Homme, mais le livre devient si volumineux qu'il décide d'écrire séparément un court essai sur les origines simiesques de l'Homme, la sélection par le sexe et les expressions humaines. Cet essai se transforme finalement en deux larges volumes de La Filiation de l'homme et la sélection liée au sexe. Après avoir complété son travail sur La Filiation de l'homme en y apportant des preuves en janvier 1871, Darwin commence un nouveau livre, en utilisant les idées restantes sur l'expression des émotions.
Il note dans son livre la nature universelle des expressions faciales : «... les jeunes et les vieux d'un très grand nombre de races, que cela soit chez les animaux ou les humains, expriment le même état d'esprit avec les mêmes mouvements. » Sa théorie sur l'origine de la gestuelle et des expressions faciales rejoint parfois celle d'Antoine Charma, qu'il cite d'ailleurs dans cet ouvrage.
Il est distrait par de longues révisions sur L'Origine des espèces, mais au printemps 1872 il publie L'Expression des émotions chez l'homme et les animaux, qui met l'accent sur une évolution partagée entre les espèces, contrastant avec le livre de Charles Bell, Anatomie et Physiologie des expressions qui clame qu'un être divin a créé les muscles de la face pour exprimer les sentiments humains. 
Darwin reçoit des réponses du monde entier à ses questionnaires, des photographies d'acteurs, de nourrissons, de retardés mentaux, il fait également des observations sur les expressions liées à la peine chez une famille endeuillée. Les preuves demandent une révision majeure, qui le « dégoûte du sujet, de lui-même et du monde ». Ce fut l'un des premiers livres avec des photographies, sept planches heliotype. Pour les illustrations Darwin utilise les compétences du photographe Oscar Gustave Rejlander et il effectue une citation visuelle du travail de Guillaume Duchenne de Boulogne. L'éditeur, John Murray, avertit que cela « creuserait un trou important dans les profits ». L'Expression des émotions chez l'homme et les animaux fut très populaire et se vendit à plus de 5 000 copies.

### Édition française
L’Expression des émotions chez l’Homme et les animaux, traduction et édition savante par Patrick Tort. Précédé de P. Tort, « L’origine de la sympathie ». Paris, Champion Classiques, 2021.